# 40e législature de la Chambre des représentants de Belgique
La 40e législature de la Chambre des représentants de Belgique a commencé le 23 avril 1968, et s'est achevée le 25 novembre 1971. Elle fait suite aux élections législatives du 31 mars 1968. Elle englobe le gouvernement Gaston Eyskens IV.
Cette législature comptait 212 membres.

## Bureau
- Achille Van Acker, président
- André Dequae, 1er vice-président
- Émile Jeunehomme, 2e vice-président
- vice-présidents :
  - Gerard Eneman
  - Pierre Wigny
  - Roger Lamers
- Secrétaires:
  - Gaston Juste
  - Maria Verlackt, née Gevaert
  - Ferdinand Boey
  - Eugène Charpentier
  - Mathilde Schroyens
  - Jean Picron
- Questeurs:
  - Raoul Hicguet
  - Frans Geelders
  - Louis D'haeseleer
  - Francis Tanghe
  - Robert Devos

## Membres
- Vic Anciaux
- Edouard Anseele
- Mik Babylon
- Denis Baeskens
- Jules Bary
- André Baudson
- Jozef Belmans
- Alfred Bertrand
- Pierre Bertrand
- Gerard Bijnens (démissionnaire, remplacé 14.10.1969 par Luc Dhoore)
- Karel Blanckaert
- Marcel Bode
- Henri Boel
- Gustaaf Boeykens
- Jean Boon
- Jules Borsu
- Charles Bossicart
- Martin Boutet
- Hervé Brouhon
- Ernest Burnelle († 5.8.1968) remplacé 22.10.1968 par Marcel Levaux
- Alfred Califice
- Honoraat Callebert
- Lodewijk Cantillon
- Henri Castel
- Jos Chabert
- Frans Christiaenssens
- Jean-Claude Ciselet
- Albert Claes
- Willy Claes
- Dries Claeys
- Édouard Close
- Fernand Colla
- Léo Collard
- André Cools
- Germaine Copée, née Gerbinet
- Maurits Coppieters
- Alex Corbeau
- Clotaire Cornet
- Charles Cornet d'Elzius
- Marcel Coucke
- Jean Coulonvaux
- Marcel Couteau
- Germaine Craeybeckx née Orij
- Guy Cudell
- Adhémar d'Alcantara
- Livien Danschutter
- Willy De Clercq
- Virgile Decommer
- Herman De Croo
- Eugeen De Facq
- Léon Defosset
- Jean Defraigne
- Eugène De Gent (†) remplacé 20.1.1970 par Alfred Vreven
- Hubert De Groote
- Albert De Gryse
- Paul De Keersmaeker
- Amédée De Keuleneir
- Paul Delforge
- Gérard Delruelle
- Marcel Demets
- Omer De Mey
- Placide De Paepe
- Armand De Pelsmaeker (†) remplacé 7.1.1969 par Willy Vernimmen
- Marguerite De Riemaecker, née Legot
- Henri Deruelles
- Jos De Saegher
- Jozef De Seranno
- Frans Detiège
- Paul De Vlies
- Godelieve Devos
- Francis De Weert (†), remplacé 13.10.1970 par Charles De Vlieger
- August De Winter
- Maurice Dewulf
- Marc Drumaux
- Marcel Duerinck
- Henri Fayat
- Jean Férir (remplace le 25.6.1968 Walthère Thys, démissionnaire)
- Wim Geldolf
- Jules Gendebien
- Robert Gheysen
- Georges Glineur
- Roland Gillet
- Ernest Glinne
- Emiel Goeman
- Hector Goemans
- Frans Grootjans
- Lucien Gustin
- Léon Hannotte
- Lucien Harmegnies
- Pierre Harmel
- Pierre Havelange
- Jaak Henckens
- Jules Herbage
- Gentil Holvoet
- Claude Hubaux
- Robert Hulet
- Antoine Humblet
- Léon Hurez
- Lambert Kelchtermans
- Etienne Knoops
- Émile Lacroix
- Arlette Lahaye, née Duclos
- Victor Laloux
- Victor Larock
- John Lauwereins
- Edmond Leburton
- Jean Leclercq († 24.12.1970) remplacé le 12.01.1971 par Paul Van Damme)
- René Lefebvre
- Théo Lefèvre
- Claude Lerouge
- Pieter Leys
- Leo Lindemans
- Etienne Lootens-Stael
- Simone Mabille, née Leblanc
- André Magnée
- Louis Major
- Jan Mangelschots
- Fernand Massart
- Jules Mathys
- Reimond Mattheyssens
- Joseph-Jean Merlot († 21.1.1969) remplacé 28.1.1969 par Maurice Denis
- Paul Meyers
- Joseph Michel
- Robert Moreau
- Gilbert Mottard
- Gaston Moulin
- Georges Mundeleer
- Louis Namèche
- Arthur Nazé
- Léopold Niemegeers
- Charles-Ferdinand Nothomb
- Gustaaf Nyffels
- Jozef Olaerts
- Louis Olivier
- Roger Otte
- Lucien Outers
- Albert Parisis
- Jean Pede
- Renaat Peeters
- François Perin
- François Persoons
- René Pêtre
- Bruno Philippart
- Marcel Piron
- Jos Posson
- Charles Poswick
- Lucien Radoux
- Evrard Raskin
- Léon Remacle
- Robert Rolin Jaequemyns
- Pierre Rouelle
- Antoine Sainte
- André Saint-Rémy
- Raymond Scheyven
- Hugo Schiltz
- Guillaume Schyns
- Ludo Sels
- Henri Simonet
- Jean-Charles Snoy et d'Oppuers
- Georges Sprockeels
- Herman Suykerbuyk
- Frank Swaelen (remplace Raymond Derine, démissionnaire le 25.6.1968)
- Freddy Terwagne
- Léopold Tibbaut
- Leo Tindemans
- Yves Urbain
- Eugenius Van Cauteren
- Désiré Van Daele
- Fernand Vandamme
- Paul Vanden Boeynants
- Marcel Vandenhove
- Frans Van der Elst
- Michel Van Dessel
- Renaat Van Elslande
- Joris Van Eynde
- Maurice Van Herreweghe
- Albert Van Hoorick
- Richard Van Leemputten
- Aimé Van Lent
- Georges Van Lidth de Jeude
- Frans Van Mechelen
- Jacques Van Offelen
- Robert Van Rompaey
- Luc Vansteenkiste
- Jan Van Winghe
- Herman Verduyn
- Leopold Verhenne
- Jan Verroken
- Alfons Vranckx
- Johannes Wannyn
- Frans Wijnen
- Ghisleen Willems
- Pieter Wirix (†13.2.1969) remplacé 26.2.1969 par Leo Van Raemdonck
- Leonardus Wouters

- Gaston Bruyneel, greffier